# 15-cm-Schnelladekanone L/45 „Nathan“
Die 15-cm-SK L/45 Nathan war ursprünglich ein Schiffsgeschütz der deutschen Linienschiffe und Panzerkreuzer, die ab 1908 in Dienst gestellt worden waren. Im Ersten Weltkrieg zu einem Eisenbahngeschütz umgebaut, wurden ca. 20 Rohre als solches bei den Kämpfen an der Westfront eingesetzt.

## Geschichte
Nach Beginn des Stellungskrieges und des folgenden Artillerieduells gewannen weitreichende Kanonen an Bedeutung. Doch hierfür standen anfänglich nur die Rohre von Schiffsgeschützen zur Verfügung. Montiert auf Radlafetten und Eisenbahnwaggons wurden diese vom kaiserlichen Heer zum Einsatz gebracht. Die Radlafetten waren unbeweglich und die darauf montierten Geschütze schwer zu transportieren. Die Eisenbahnlafetten waren beliebter und konnten schneller die Stellungen wechseln, um dem gegnerischen Feuer zu entgehen oder neue Schwerpunkte zu bilden.
Die ehemaligen Marinekanonen bekamen einen Namen. Für die 15-cm-Kanonen wurde der Name „Nathan“ verwendet, es gab wohl auch „Nathan Ernst“ und „Nathan Emil“, doch es ist nicht überliefert, welchen und ob es überhaupt einen Unterschied bei diesen gab. Vermutet wird, dass es wie bei anderen Kalibern eine Unterscheidung verschiedener Rohrtypen war, denn es sind sowohl C/13- als auch C/16- Ausführungen für die Nathan-Kanonen verwendet worden. Die recht modernen C/16-Rohre waren ursprünglich für die Kreuzer der Cöln-Klasse vorgesehen und die älteren C/13 waren Ersatzrohre der Mittelartillerie von Schlachtschiffen und älteren Kleinen Kreuzern.
Für diese leichtesten Eisenbahngeschütze des kaiserlichen Heeres reichten vierachsige Plattformwagen als Unterlafetten aus. Jeweils zwei Achsen bildeten je ein Drehgestell vorne und hinten am Wagen. Die Wagen hatten keine seitlichen Ausleger um die Rückstoßkräfte beim seitlichen Schuss aufzunehmen. Die Stabilisierung des Plattformwagen versuchte man mit dicken Eisenketten zu erreichen, die seitlich vom Wagen im Boden verankert wurden. Doch diese Lösung war nicht besonders effektiv.
Ab 1918 wurde ein frontal und seitlich montierbarer Schutzschild eingeführt. Doch scheinen die meisten dieser Schilde bei den zum Küstenschutz eingesetzten Geschützen verbaut worden zu sein.
Das reguläre Marinegeschoss der 15-cm-SK L/45, die Sprenggranate L/5 (Haube), hatte ein Gewicht von 44 kg und enthielt 5 kg Sprengstoff. Es wurde im Rohr einzeln angesetzt und dann folgten entsprechend der geforderten Schussweite Beutelladungen und zur Liderung eine Hauptladung in einer Kartusche.
Einige Geschütze überstanden den Krieg und landeten als Kriegsbeute bei den Siegermächten. Diese wurden später in betonierten Küstenstellungen zum Küstenschutz zum Einsatz gebracht.